# Limosina microtophila
Limosina microtophila är en tvåvingeart som beskrevs av Papp 1973. Limosina microtophila ingår i släktet Limosina och familjen hoppflugor. Inga underarter finns listade i Catalogue of Life.